# Kongeriget Libyen
Kongeriget Libyen blev oprettet da FN i 1951 besluttede at oprette et kongedømme i Libyen under kong Idris 1. af Libyen.
Oberst  Muammar al-Gaddafi foretog 1. september 1969 et statskup mens  Kong Idris 1. var i Tyrkiet til medicinsk
behandling.  

## Libyens forfatning
Under forfatningen fra oktober 1951 styredes det federale monarki Libyen af kong Idris, og hans arvinger havde ret til at arve tronen. Kongen havde stor politisk magt. 
Regeringen bestod af en premierminister og et ministerråd udpeget af kongen, og denne var ansvarlig over for Libyens deputeretkammar, underhuset. Libyens senat, overhuset, bestod af 8 repræsentanter fra hver provins. Halvdelen af senatorerne udnævntes af kongen, som havde vetoret i alle spørgsmål samt ret til at opløse underhuset. Provinsernes selvstyre udøvedes af lokale regeringer og besluttende organer. Tripoli og Benghazi fungerede som hovedstæder.

## Administrativ inddeling

### Provinser
Fra selvstændigheden og frem til 1963 bestod kongeriget af tre provinser: Tripolitania, Cyrenaica og Fezzan, der var Libyens tre historiske regioner. Autonomien blev udøvet gennem provinsregeringer og lokale besluttende forsamlinger.
| Provins       | Hovedstad | Areal       |
| ------------- | --------- | ----------- |
| Tripolitanien | Tripoli   | 276.000 km2 |
| Cyrenaica     | Benghazi  | 850.000 km2 |
| Fezzan        | Sabha     | 631.000 km2 |

### Omordningen i 1963
Efter forandringer i forfatningen 1963 afskaffedes føderalismen, og de tre provinser blev 10 governorates (muhafazah på arabisk) hvilke styredes af en udpeget guvernør. 
- Bayda, tidligere en del af Cyrenaica
- Al Khums, tidligere en del af Tripolitania
- Awbari, tidligere en del af Fezzan
- Az Zawiyah, tidligere en del af Tripolitania
- Benghazi, tidligere en del af Cyrenaica
- Darnah, tidligere en del af Cyrenaica
- Gharian, tidligere en del af Fezzan og Tripolitania
- Misrata, tidligere en del af Tripolitania
- Sabha, tidligere en del af Fezzan
- Tarabulus, tidligere en del af Tripolitania

## Udenrigspolitik
I sin udenrigspolitik regnedes Kongeriget Libyen til den konservative traditionelle blok i det Arabiske forbund, som landet blev medlem af i 1953.

## Statskup og monarkiets afskaffelse
Monarkiet ophørte den 1. september 1969, da en gruppe militære ledere under Muammar Gaddafi gennemførte et statskup mod kong Idris, da han var i  Tyrkiet til en medicinsk behandling. Kupmagerne arresterede hærchefen.